# 広島県立府中高等学校
広島県立府中高等学校（ひろしまけんりつ ふちゅう こうとうがっこう）は、広島県府中市出口町にある公立高等学校。

## 概要
戦後、旧制府中中学校（1921年創立）と旧制府中高等女学校（1912年創立）が統合され現在に至る。全日制で普通科設置。
広島県教育委員会よりトップリーダーハイスクール（県内6校）に指定されている。

## 沿革

### 府中中学校
- 1921年 広島県立芦品中学校として開校。
- 1923年 広島県立府中中学校と改称。
- 1948年 学制改革により広島県府中高等学校となる。中学校を併設する。

### 府中高等女学校
- 1912年 芦品郡立実科高等女学校として開校。
- 1922年 芦品郡立芦品高等女学校と改称。
- 1923年 運営を県に移管し広島県立府中高等女学校と改称。
- 1948年 学制改革により広島県府中東高等学校となる。中学校を併設する。

### 広島県立府中高等学校
- 1949年 広島県府中高等学校、広島県府中東高等学校を廃止し、広島県府中高等学校設置。本校を広島県芦品郡府中町に、分校を広島県芦品郡協和村に置く。全日制普通科、商業科設置、定時制（夜間）普通科設置。
- 1950年 生活科開設。
- 1961年 生活科を家政科と改称。
- 1963年 商業科募集停止・商業科廃止（1965年3月31日）。
- 1980年 協和分校を廃止。
- 2000年 定時制が、広島県立戸手高等学校・広島県立自彊高等学校・広島県立神辺高等学校など4校の定時制とともに「広島県立芦品まなび学園高等学校」として独立し、現在に至る。
- 2005年 最後の家政科の生徒が卒業。普通科のみとなる。

## 基礎データ

### アクセス
- 府中駅 徒歩15分

### 象徴
校章
図案化した鳩（平和）とペン（文化）の上に「高」の字を入れている。全体をいぶし銀で仕上げ、品位と落ち着きの中に躍進を表している。
ロゴマーク
マークの中の「F」は、府中の頭文字をもとにした緑葉をイメージしている。これは品格と成長を表し、無限に伸びる可能性をもつ芽生えを図案化している。さらに、マークの3本の輪は、「府」からの学問や知識の拡がりを、学校周辺にある芦田川と出口川から水紋の拡がりを表している。
校歌
作詞：葛原しげる、作曲：信時潔

## 部活動
- 硬式野球、卓球、バスケットボール、水泳、ソフトボール、陸上競技、バレーボール、サッカー、ソフトテニス、バドミントン、理研、写真、書道、文芸、音楽、美術、放送、フォーク、茶道、食物研究、ESS、地歴

音楽部は、県内の県立高校で事実上唯一のオーケストラ部であり、毎年8月山の日に「納涼音楽祭」と題して、府中市文化センターで定期公演を開催している。
芦田川河川敷の大型パネル「POM」は当時の美術部によるデザインである。また、生徒（当時）の作品がニチマン工場の門の壁に描かれている。
2022年、放送部が、広島県警察「第6回高校生CM甲子園」（テーマ「高齢者を特殊詐欺の被害から守ろう」）で、グランプリ（15秒CMの部）と準グランプリ（30秒CMの部）を受賞。また、放送部はエフエムふくやま「広報ふちゅう情報サラダ」にi-coreFUCHUのPRで付1回出演している。

## 出身者

### 府中中学校
- 青山五郎 - 青山商事創業者
- 青山行雄 - 元・讀賣テレビ放送代表取締役社長
- 浦上豊 - 第1期生、菱備製作所（現・リョービ）創業者
- 江草隆繁 - 第1期生、海軍大佐
- 岡崎平夫 - 第1期生、元・政治家
- 木下夕爾 - 詩人、俳人
- 平参平 - 喜劇俳優（中退）
- 日野啓三 - 作家
- 松本英彦 - サックス奏者
- 渡辺礼次郎 - 野球

### 広島県立府中高等学校
- 安藤雅司 - アニメーター
- 浦上浩 - リョービ二代目社長、会長、相談役、府中市名誉市民
- 小川英光 - 情報工学者
- 柿原朱美 - シンガーソングライター
- 小森龍邦 - 部落解放運動家、元・政治家
- 丹下大 - 実業家、SHIFT創業者
- 奈良木陸 - 野球
- 根来広光 - 野球
- 藤岡康宏 - 法学者
- 森友嵐士 - T-BOLAN
- 吉津宜英 - 仏教学者
- 松浦淳 - サッカー
- 丸山秀治 - 出入国在留管理庁長官
- 若井研治 - サッカー
- シャオヘイ - フードライター